# Lemesle (architecte)
Pour les articles homonymes, voir Lemesle.
Michel et René Lemesle sont des sculpteurs français du XVIIe siècle, appartenant à une famille d'architectes français, originaire du Comté de Laval. Ils sont affiliés aux Langlois.

## Michel I Lemesle
Il est architecte, tailleur de pierres et maçon. En 1654, Michel Lemesle, se qualifiant du titre d'architecte, habitant à Laval au faubourg Saint-Martin. Ses travaux sont peu connus. Il est néanmoins l'auteur de l'autel Saint-Gilles dans l'église d'Avesnières, ouvrage qui avait été payé et terminé le 16 février 1679. Le retable est aujourd'hui disparu. Jacques Salbert indique que plusieurs retables sont attribués à son fils Michel II, et que leur style permet de les distinguer. Il épouse en 1654 Jeanne Mintier, veuve de Jean Levien, les deux époux déclarent ne savoir signer. Michel Lemesle est mort entre 1679 et 1686.
Il est l'auteur pour Jacques Salbert du retable du Pré-Guyon à Quelaines en 1663, de l'église de Pritz en 1677, et de celui de Saint-Georges-sur-Erve, qui n'est pas daté.

## Michel II et René Lemesle
Michel Lemesle a deux fils, Michel et René ; ils portent comme leur père la qualification d'architectes, mais ils paraissent s'être plutôt adonnés aux travaux de sculpture. 
Michel épouse Marie Guihard, fille de Gilles Guihard, sieur de Champagne, marchand, et d'Anne Mesnage, il habite à Laval près de la Porte Renaise sa femme est veuve en 1696. 
René, le cadet, épouse en 1686 Marie, fille de Noël Preoleau, sieur de la Grange, marchand, et de Thomasse Letort; il demeure en la maison paternelle au faubourg Saint-Martin et meurt en 1690. 
Les deux frères étaient donc morts dans la force de l'âge, l'aîné ayant à peine atteint sa quarantième année. Comme les frères Langlois, ils paraissent avoir été souvent associés dans leurs travaux le 21 novembre 1690, après la mort de René, sa veuve Marie Preoleau et son frère Michel se déclarent « quittes réciproquement pour toutes les affaires que ledit Lemesle et le défunt avoient faites ensemble. »
Les Lesmesle sont d'ailleurs des disciples des Langlois comme eux et plus qu'eux ils signent leurs œuvres, usage que n'ont point adopté les Corbineau. On ne connaît point d'eux de construction d'architecture proprement dite : ils élèvent des retables et font des statues. 

### Ouvrages
En 1682, le 4 août, Michel Lesmesle prend pour apprenti François Vignier pour quatre ans et huit mois il s'engage à lui fournir la nourriture, le logement, le vêtement et à lui montrer « l'estat et art d'architecte. » 
En 1684, il achète du tuffeau à André Georget à deux reprises probablement pour le retable de Commer. Il est appelé en 1684 de Commer à Mayenne comme expert par les habitants pour la réception du bassin et de la pyramide construite par l'architecte Daniel Lemoyne pour la fontaine du Palais. En 1684, Michel Lemesle et François Vignier sont à Beaulieu où ils commencent la construction du retable de l'église paroissiale. 
Le 18 juin 1684, il signe avec le curé de Châlons-du-Maine le marché de construction du maître-autel de l'église paroissiale. Il abandonne alors les travaux commencés à Châlons et Beaulieu, et les laissent à la direction de Daniel Lemoyne. Lemesle cède, par convention du 5 août 1684, à son confrère Damien Lemoyne, demeurant à Mayenne en la paroisse Notre-Dame, la construction des grands autels de Beaulieu et de Châlons qui doivent être terminés pour les fêtes de Pâques 1685. Le retable de Beaulieu a été détruit lors de l'agrandissement du chœur. 
Les deux retables de Commer sont terminés en 1684 et 1685. En 1686, Micjel Lemesle termine le retable de Sainte-Lucie et probablement l'autel symétrique de la même église Saint-Ouën de Saint-Ouën-des-Vallons. Le 26 janvier 1687, Lemesle convient avec les habitants de Sacé de leur « faire un grand maistre-autel de vingt pieds de hauteur et de quinze pieds de longueur, de bon et loyal marbre noir et tuffeau blanc ». Cet autel a disparu lors de la démolition de l'église romane qui l'abritait.

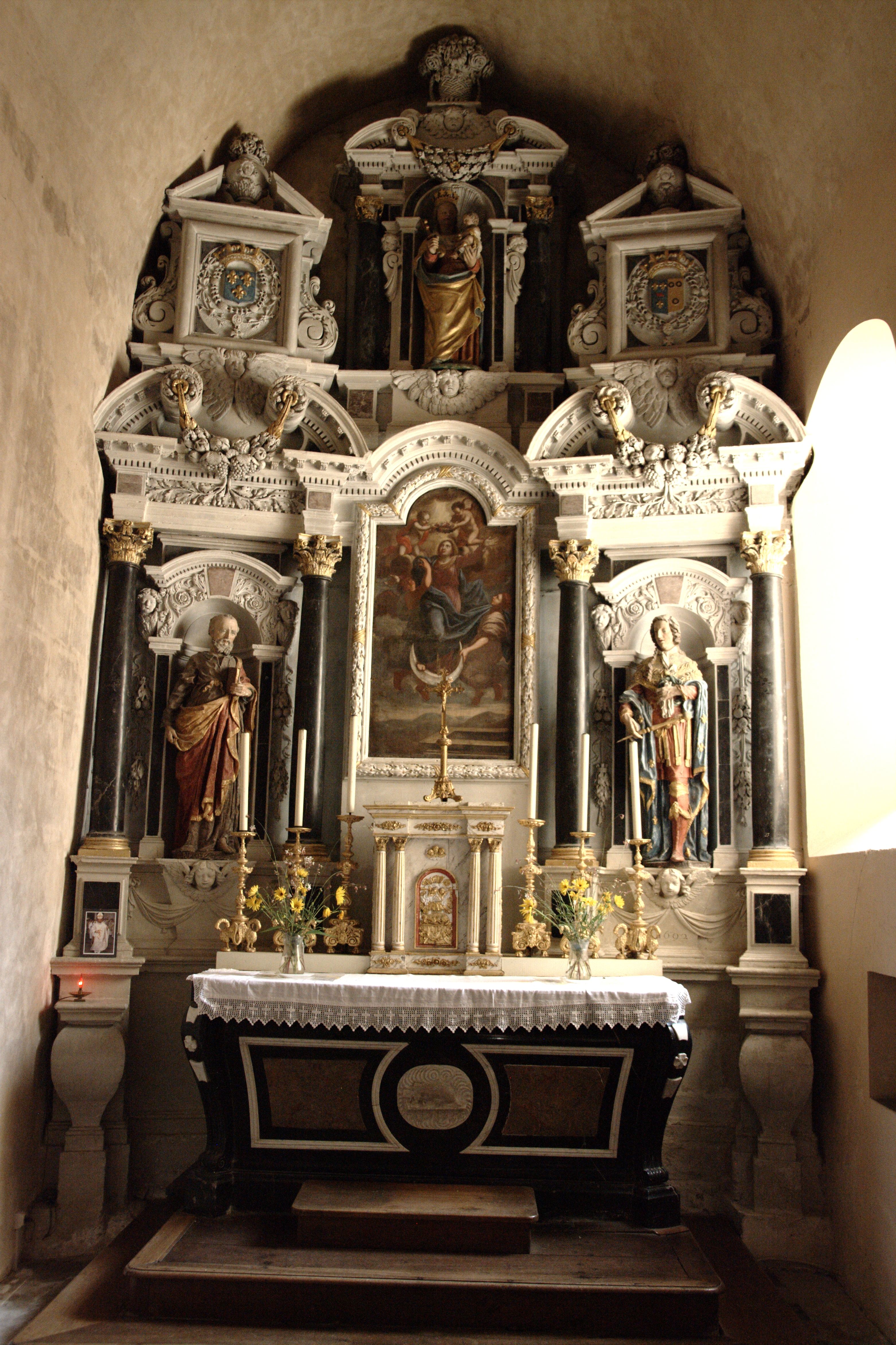
Le retable (chœur) de Saulges

En 1687, Michel Lemesle construit un petit autel dans l'église de Champgeneteux. Michel Lemesle s'engage à construire « à la descharge de François Langlois et sur ses plans le grand autel de l'église de Saulges selon la convention qu'il en avait faite avec René Aveneau, sieur de la Grantière Langlois devait payer a Lemesle 20 sous par jour jusqu'à l'achèvement de l'œuvre. Le retable (chœur)  date de 1689, il est consacré à l'Assomption de la Vierge. On remarque son étroitesse, due à l'exiguïté du chœur.

## Descendance
René Lemesle avait laissé un fils, René, qui entre en 1701 comme apprenti chez Pierre Houdault, maitre chirurgien, lui aussi fils d'architecte. René est alors âgé de quatorze ans, et sa mère habite Pouancé. Michel laissait une fille âgée de vingt-six ans en 1714, année de son mariage avec Jean Marchais, marchand tissier.
Une autre branche de la famille Lemesle s'adonne au XVIIe siècle à l'art de l'orfèvrerie, les Lemesle de la Maisonneuve occupent un des premiers rangs parmi les membres de la communauté des orfèvres lavallois.